# Phổ Đà sơn

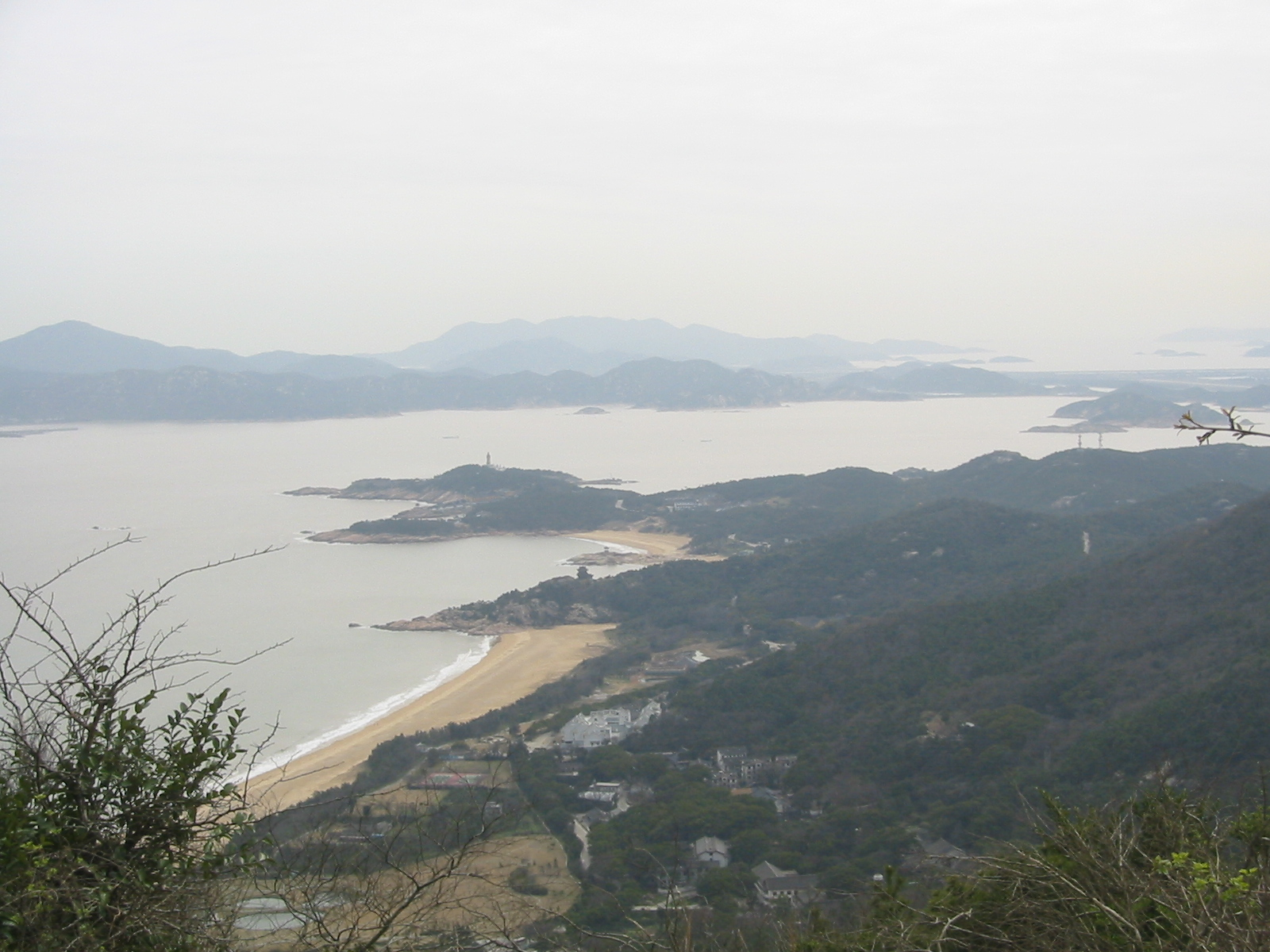
Quang cảnh Phổ Đà Sơn nhìn từ trên đỉnh

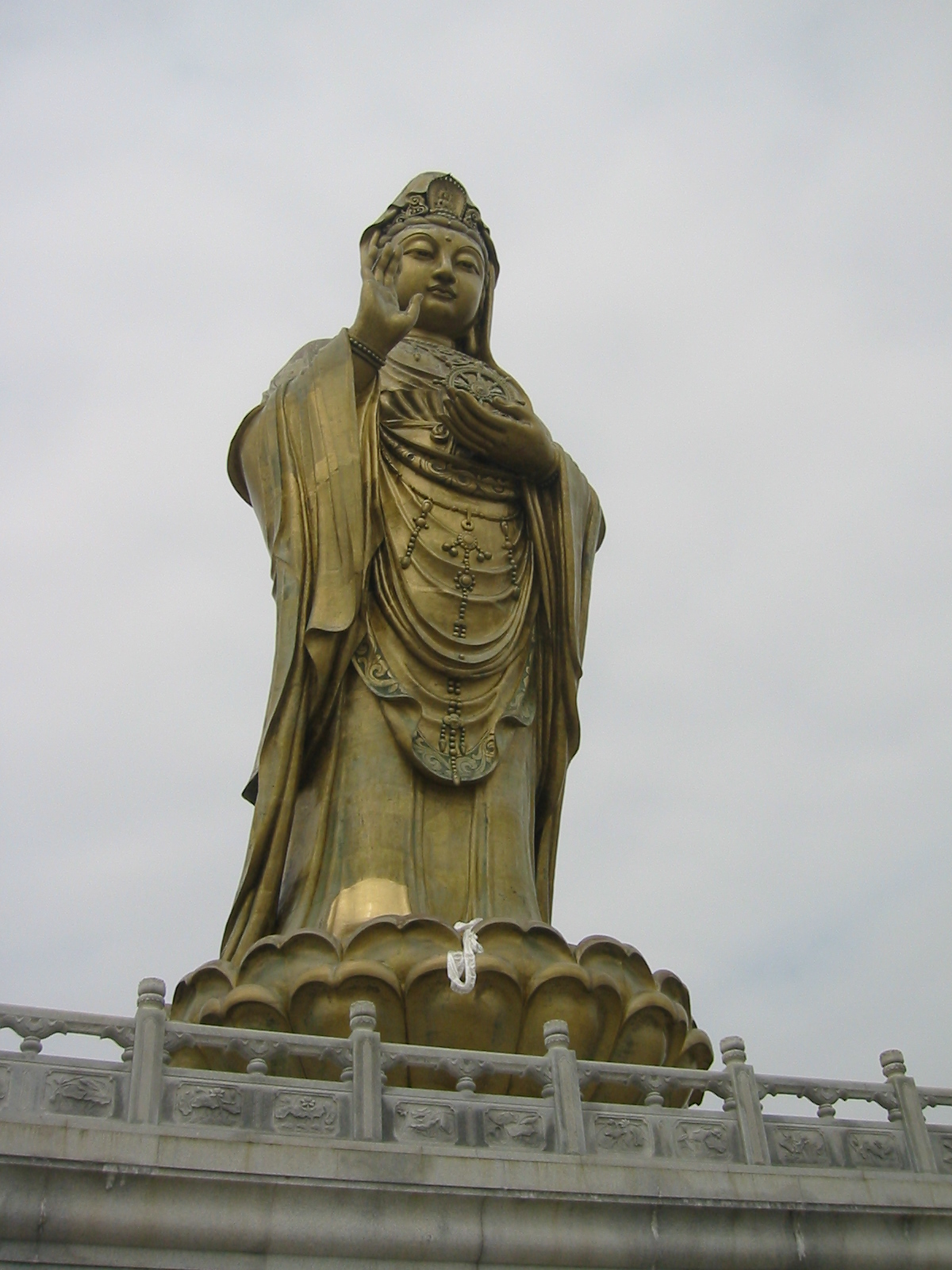
Tượng Phật Bà Quan Âm

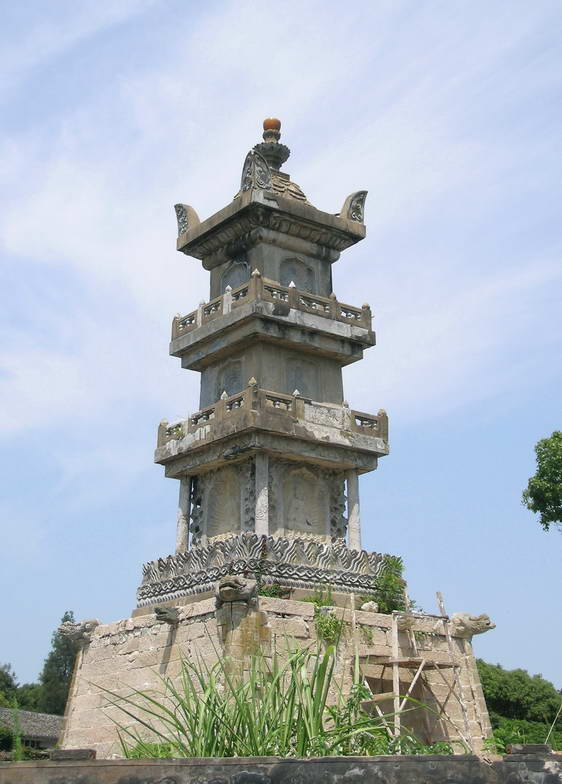
Duo Bao Pagoda

Phổ Đà Sơn tên cũ là Tiểu Bạch Hoa, gọi là Bố Đà Lạc Già. Tên khác là Mai Sầm Sơn. Phổ Đà Sơn nằm trong biển Đông Nam, huyện Định Hải, tỉnh Chiết Giang, Trung Quốc, cách núi Chu Sơn 6 dặm (tiếp giáp với Hàng Châu). Truyền kỳ gọi là Nam Hải.

## Vị trị địa lý
Ngọn núi dài mười hai dặm, rộng sáu dặm rưỡi. Chu vi hơn bốn mươi dặm. Phía đông dẫn đến Nhật Bản, phía bắc tiếp với Đăng Lai, phía nam trông về Mân Việt, phía tây thông với Ngô Hội, cách mực nước biển hơn một ngàn thước, khí hậu ôn hòa, phong cảnh u nhã đặc biệt, là Thánh địa Phật giáo Trung Quốc. Ngọn núi nầy cùng với Nga Mi Sơn của Tứ Xuyên, Ngũ Đài Sơn của Sơn Tây và Cửu Hoa Sơn của An Huy hợp lại xưng là Tứ Đại Danh Sơn của Trung Quốc.

## Truyền thuyết về Quán Thế Âm Bồ Tát
Đây là nơi đầu tiên Quán Thế Âm Bồ Tát phổ độ chúng sinh. Theo truyền thuyết Trung Quốc, Quán Thế Âm Bồ Tát vốn tên là Diệu Thiện, là con gái thứ ba của Sở Trang Vương thời Xuân Thu, từ nhỏ ăn chay tin Phật, một lòng xuống tóc đi tu, nhưng bị vua cha kiên quyết bác bỏ rồi giết chết. Nhưng Diêm Vương lại làm cho nàng sống lại trên một tòa sen trên chiếc hồ cạnh Phổ Đà sơn. Tại đây nàng phổ độ chúng sinh, hành thiện giúp thiên hạ.